# Nazionale maschile di pallacanestro dell'Armenia
La nazionale maschile di pallacanestro dell'Armenia (Հայաստանի բասկետբոլի ազգային հավաքական) rappresenta l'Armenia nelle competizioni internazionali maschili di 
pallacanestro gestite dalla FIBA. È sotto il controllo della Federazione cestistica dell'Armenia.

## Storia
Fino al 1991, ha fatto parte della Nazionale sovietica. 
Nel 1992 è diventata membro della FIBA, anche se la squadra nazionale non sarebbe entrata sulla scena internazionale fino al 2016, anno nel quale ha disputato la sua prima competizione continentale al Campionato europeo FIBA dei piccoli stati.

## Piazzamenti
Europeo dei piccoli stati
- 2016:  1°
- 2022:  1°

## Formazioni

### Europei dei piccoli stati d'Europa
Campionato europeo FIBA dei piccoli stati 20164 Polukhin, 5 Konstantinov, 6 Tavakalyan, 7 Khachaturian, 8 Pogosian, 9 Zargaryan, 10 Daniyelyan, 11 Spight, 12 Dunston, 13 Amirkhanov, 14 Mirzoiantic,        All. Tigran Gyokchyan
Campionato europeo FIBA dei piccoli stati 20221 Ajemian, 2 Zohrabian, 3 Jones, 5 Tatevosyan, 6 Madoian, 8 Podkolzin, 11 Spight, 12 Vardanyan, 21 Mkrtychyan, 24 Karamyan, 34 Khachatryan, 35 Tativian,        All. Rex Kalamian

## Nazionali giovanili
- Selezioni giovanili della nazionale maschile di pallacanestro dell'Armenia